# Raïssa Arónova
Raïssa Iermolàievna Arónova, rus: Раиса Ермолаевна Аронова (10 de gener de 1920 - 20 de desembre de 1982) fou una pilot soviètica d'un Polikàrpov Po-2 del 46è Regiment «Taman» de Guàrdies de Bombarders Nocturns durant la Gran Guerra Patriòtica. Va rebre el títol d'Heroïna de la Unió Soviètica el 15 de maig de 1946, per haver completat 960 missions de bombardeig nocturns contra les forces de l'Eix en la guerra.

## Primers anys de vida
Arónova va néixer el 1920 en la família d'un empleat del ferrocarril. Després de graduar a l'escola secundària, va ingressar a l'Institut de Mecanització Agrícola Kalinin de Saràtov on va completar 2 cursos. Va estudiar a l'aeroclub de Saràtov. El 1940 es va traslladar a l'Institut d'Aviació de Moscou, i va continuar la seva formació fins a la invasió alemanya de la Unió Soviètica el 1941. Es va convertir en membre del Partit Comunista el 1942.

## La Gran Guerra Patriòtica
Diversos mesos després que Alemanya envaís la Unió Soviètica amb el llançament de l'Operació Barba-roja, els tres regiments femenins d'aviació fundats per Marina Raskova van començar a entrenar a l'Escola Engels d'Aviació Militar a l'octubre. Després d'unir-se a l'exèrcit a l'octubre, Arónova va començar a formar-se com a navegant a Engels, d'on es va graduar el 1942. Des de maig d'aquell anys fins a la victòria sobre Alemanya en la Gran Guerra Patriòtica, va lluitar com a part del 4t Exèrcit de l'Aire al Caucas Nord, el 4t Front d' Ucraïna i el 2n Front de Belarús. Va participar en la defensa del Caucas, l'alliberament de Crimea, Belarús i Polònia.
Fou ferida el 23 de març de 1943, a causa de l'explosió d'un projectil antiaeri al costat de la seva aeronau. Com a resultat, va rebre 34 impactes de metralla. Els cirurgians van aconseguir extreure-li 17 grans fragments, i 17 van romandre a dins fins al final de la seva vida. Malgrat el dolor, va tornar a volar al maig, menys de dos mesos després d'haver resultat ferida. Aquest mateix any va assistir a un curs accelerat de pilotatge i es va certificar per a volar com a pilot en el Po-2 i aviat va començar a volar en missions com a pilot al comandament. Les seves missions de bombardeig van destruir un nombre estimat de quatre bateries d'artilleria, tres reflectors, tres transbordadors, dos magatzems de combustible i municions, i vuit vehicles.
Va ser guardonada amb el títol d'Heroïna de la Unió Soviètica i amb l'Orde de Lenin el 5 de maig de 1946, per la seva valentia en la guerra. També fou condecorada amb dues Ordes de la Bandera Roja (1943, 1945), l'Orde de la Guerra Patriòtica de 1er grau (1944), l'Orde de l'Estrella Roja (1942), i amb les medalles "Per la defensa del Caucas" i "Per la victòria sobre Alemanya en la Gran Guerra Patriòtica 1941-1945".

## Darrers anys
De maig a octubre de 1945, Arónova va romandre a Polònia on el seu regiment va ser assignat fins que es va dissoldre a l'octubre de 1945, però Arónova va romandre a l'exèrcit fins a 1962. Després de graduar-se a l'Institut Militar de Llengües Estrangeres el 1952. Va treballar en l'aparell del Comitè Central del PCUS, el Ministeri de l'Interior de l'URSS i el KGB de l'URSS, on va encriptar la correspondència de l'agència. Es va dedicar a llegir i traduir correspondències diplomàtiques, militars i comercials estrangeres i a desxifrar correspondència encriptada.
Després de passar a la reserva amb el rang de major, va escriure un llibre sobre les seves experiències en la guerra titulat Ночные ведьмы ("Bruixes nocturnes") que fou publicat el 1983. Va morir el 20 de desembre de 1982 i va ser enterrada a Moscou, al cementiri de Kuntsevo.